# Ranka Prante
Ranka Prante (geb. Görß; * 22. März 1973 in Flensburg) ist eine deutsche Politikerin der Partei Die Linke. Sie war von 2009 bis 2012 Abgeordnete im Schleswig-Holsteinischen Landtag und von 2010 bis 2011 Vorsitzende der Landtagsfraktion der Linken.

## Leben
Prante trat 2008 in die Linkspartei ein.
Bei der Landtagswahl in Schleswig-Holstein 2009 wurde sie über die Liste für die Linke in den Landtag gewählt.
Vom 30. November 2010 bis zum 6. September 2011 war Prante Fraktionsvorsitzende, anschließend bis zum Ende des Wahlperiode stellvertretende Fraktionsvorsitzende. Sie war Mitglied im Umwelt- und Agrarausschuss und im Wirtschaftsausschuss. Außerdem war sie umwelt- und frauenpolitische Sprecherin ihrer Fraktion.
Bei der Landtagswahl 2012 kandidierte Prante nicht und schied daher aus dem Landtag aus.